# إيرني كيش
إيرني كيش (بالإنجليزية: Ernie Kish)‏ هو لاعب كرة قاعدة أمريكي، ولد في 6 فبراير 1918، وتوفي في 21 ديسمبر 1993.